# Дубинда Павло Христофорович
Дуби́нда Павло́ Христофо́рович (нар. 12 (25) липня 1914 — пом. 22 жовтня 1992) — старшина роти 293-го гвардійського стрілецького полку 96-ї гвардійської стрілецької дивізії 28-ї армії 3-го Білоруського фронту, гвардії старшина; один з чотирьох повних кавалерів ордена Слави, удостоєних звання Героя Радянського Союзу.

## Біографія
Народився 12 (25 липня) 1914 року в селі Прогной Голопристанського району Херсонської області. Українець. Закінчив 7 класів місцевої школи, працював у риболовецькій артілі.
У 1936 році призваний до РСЧФ, службу проходив на Чорноморському флоті, на крейсері «Червона Україна», старшина I статті.
Учасник Радянсько-німецької війни з першого дня. Після загибелі крейсера в листопаді 1941 року вступив до 8-ї бригади морської піхоти. Брав участь в обороні Севастополя. Під час одного з боїв був контужений, потрапив у полон. З полону здійснив втечу.
З березня 1944 року проходив службу в складі 293-го гвардійського стрілецького полку 96-ї гвардійської стрілецької дивізії.
8 серпня 1944 року в бою за село Скорлупка Соколовського повіту Мазовецького воєводства Польщі першим, під вогнем супротивника, увірвався до ворожої траншеї і вогнем з автомата й гранатами знищив 7 гітлерівців. За це 5 вересня 1944 року гвардії червоноармієць Дубинда П. Х. нагороджений орденом Слави 3-го ступеня (№ 144253).
20 серпня 1944 року під час бою за залізничну станцію і селище Мостувка Вишкувського повіту Мазовецького воєводства Польщі гвардії молодший сержант Дубинда П. Х. на чолі взводу вибив ворога зі станції, при цьому особисто знищив понад десяток гітлерівців. Попри поранення, не залишив поле бою, перейняв на себе командування ротою і забезпечив виконання підрозділом бойової задачі. За виявлену особисту мужність 5 жовтня 1944 року нагороджений орденом Слави 2-го ступеня (№ 5665).
22—25 жовтня 1944 року в боях на підступах до міста Шталлупенен у Східній Пруссії старшина роти Дубинда П. Х. на чолі взводу захопив вигідний рубіж. У рукопашній сутичці особисто знищив 4-х солдатів і взяв у полон німецького офіцера. Указом Президії Верховної Ради СРСР від 24 березня 1945 року нагороджений орденом Слави 1-го ступеня (№ 26).
21 березня 1945 року в боях південно-західніше Кенігсбергу взвод під командуванням гвардії старшини Дубинди П. Х. вдало відбивав контратаки супротивника, а коли скінчились набої, захопив ворожий кулемет і з нього відкрив вогонь по ворогу, змусивши його відступити.
Указом Президії Верховної Ради СРСР від 29 червня 1945 року за зразкове виконання бойових завдань командування на фронті боротьби з німецько-фашистськими загарбниками та виявлені при цьому мужність і героїзм гвардії старшина Дубинда Павло Христофорович удостоєний звання Героя Радянського Союзу з врученням ордена Леніна і медалі «Золота Зірка» (№ 7501).
У 1945 році демобілізувався. Проходив службу боцманом на кораблях антарктичної китобійної флотилії «Слава».
Помер 22 жовтня 1992 року. Похований у Херсоні.

## Вшанування пам'яті
- Ім'ям Павла Христофоровича було названо пасажирський теплохід — «Герой Дубинда».
- Названо площу у м. Херсон

## Нагороди
- Медаль «Золота Зірка» Героя Радянського Союзу (№ 7501);
- Орден Леніна;
- Орден Богдана Хмельницького 3-го ступеня;
- Орден Вітчизняної війни 1-го ступеня;
- Орден Слави трьох ступенів;
- Медалі.